# A Knight of the Seven Kingdoms
House of the Dragon
A Knight of the Seven Kingdoms (litt. « Un chevalier des sept royaumes ») est une série télévisée américaine de fantasy créée par George R. R. Martin qui est prévue pour 2026. Adaptation des romans Tales of Dunk and Egg de George R. R. Martin, c'est une préquelle de la série Game of Thrones sortie en 2011.

## Synopsis
La série, dont les évènements racontés se déroulent 72 ans après House of the Dragon et 100 ans avant Game of Thrones, devrait raconter les aventures du chevalier Duncan le grand et de l'Œuf, son écuyer.

## Distribution

### Acteurs principaux
- Peter Claffey : Dunk / Ser Duncan le Grand, chevalier errant
- Dexter Sol Ansell (en) : L'Œuf / Prince Aegon Targaryen
- Finn Bennett (en) : Aerion Targaryen, dit le Flamboyant
- Bertie Carvel : Baelor Targaryen, dit Briselance
- Tanzyn Crawford : Tanselle, marionnettiste dornienne
- Daniel Ings : Lyonel Baratheon, dit l'Orage Moqueur
- Sam Spruell : Prince Maekar Targaryen

### Invités
- Ross Anderson : chevalier Humfrey Hardyng
- Edward Ashley (en) : chevalier Steffon Fossovoie
- Henry Ashton (en) : Daeron Targaryen, dit l'Ivrogne
- Youssef Kerkour (en) : le forgeron itinérant Crâne d'Acier
- Daniel Monks (en) : chevalier Manfred Dondarrion
- Shaun Thomas : Raymun Fossovoie, écuyer et cousin de Steffon
- Tom Vaughan-Lawlor : Plummer, régisseur de lord Cendregué
- Steve Wall (en) : Leo Tyrell, dit Leo l'Épine
- Danny Webb : chevalier Arlan de L'Arbre-sous

## Production

### Développement
La première saison sera composée de six épisodes : trois seront réalisés par Owen Harris (en), et les trois autres par Sarah Adina Smith (en).
En février 2025, Francesca Orsi confie à Deadline que trois saisons sont envisagées pour la série, chacune adaptant une des nouvelles des Chroniques du chevalier errant. À cela elle ajoute que les saisons 2 et 3 seront probablement tournées simultanément, et que la série est conçue comme une « œuvre holistique ».
En mai 2025, Warner Bros. Discovery annonce que la série, qui devait sortir en fin d'année, sera repoussée à l'hiver 2026.

### Tournage
Le tournage de la série débute officiellement en juin 2024 à Belfast, en Irlande du Nord, et s'achève en septembre de la même année.

### Fiche technique
Sauf indication contraire, les informations mentionnées dans cette section peuvent être confirmées par la base de données cinématographiques IMDb,  présente dans la section « Liens externes ».
- Titre original : A Knight of the Seven Kingdoms
- Création : George R. R. Martin
- Réalisation : Owen Harris (en) et Sarah Adina Smith (en)
- Scénario : George R. R. Martin (1 épisode), Ira Parker et Martin Parker, adapté du recueil de nouvelles Tales of Dunk and Egg, de George R. R. Martin
- Décors : Tom McCullagh
- Costumes : Lorna Marie Mugan
- Casting : Lucy Bevan et Emily Brockmann
- Production : Owen Harris (en), Hiram Martinez, Ryan Condal, Vince Gerardis, George R. R. Martin, Ira Parker et Martin Parker
- Sociétés de production : Home Box Office (HBO)
- Sociétés de distribution (télévision) :
  - HBO (États-Unis)
  - Max
- Pays d'origine :  États-Unis
- Langue originale : anglais
- Format : couleur
- Genre : aventure, fantasy
- Dates de sortie : 2026 Date sujette à modification